# VECTOR 410

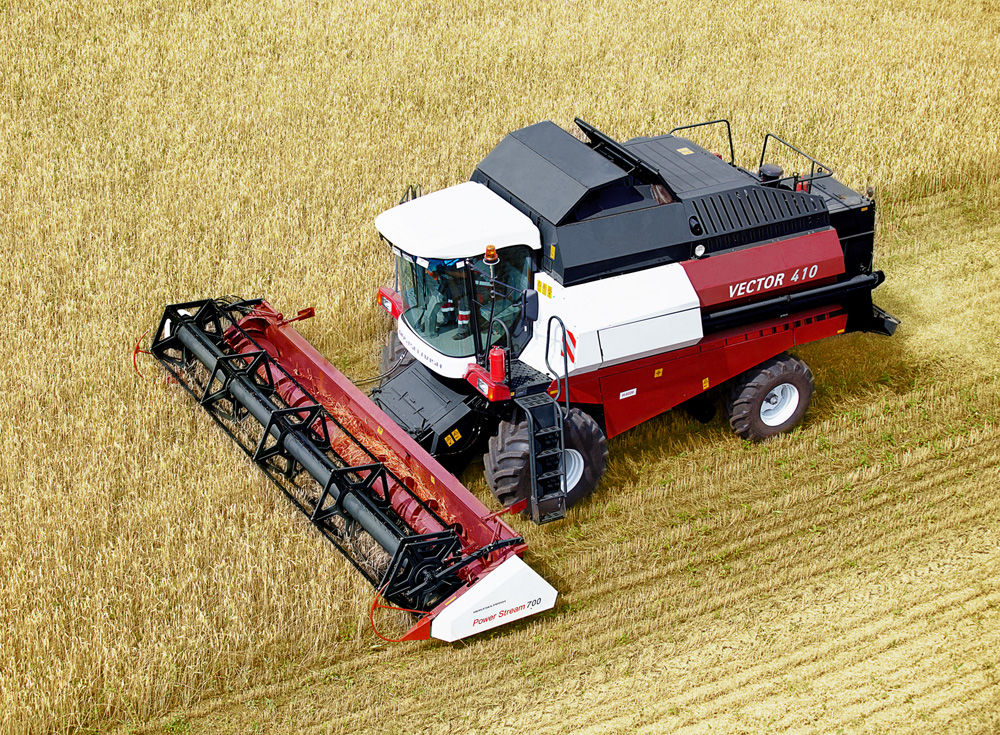
Зерноуборочный комбайн VECTOR 410 на уборке пшеницы

VECTOR 410 (Вектор 410) — российский зерноуборочный комбайн четвертого поколения серии «Vector», созданный в 2009 году. Относится к однобарабанному типу зерноуборочных сельхозмашин. Предназначен для работы на полях фермерских хозяйств средней и малой площади. Производится на заводе Ростсельмаш.  Известные модификации — VECTOR 420 (Вектор 420), VECTOR 425 (Вектор 425) и VECTOR 450 Track (Вектор 450 Track).

## История
VECTOR 410 (проектное название РСМ-101) — представитель серии комбайнов VECTOR.
Является разработкой конструкторского бюро «Ростсельмаша», созданной в 2009 году «с нуля», с учётом всех современных тенденций в мировом комбайностроении и с ориентированием на потребности рынка.
Впервые в истории российского производства сельхозтехники VECTOR 410 был разработан в электронной системе сквозного проектирования, а не посредством бумажных чертежей.
VECTOR 410 пришёл на замену устаревшим версиям комбайнов, которые уступали по качеству иностранным конкурентам. По конструкции VECTOR во многом схож с комбайном предыдущего поколения Дон-1200.
Целевая ниша потенциальных покупателей VECTOR 410 — малые и средние фермерские хозяйства.

## Описание
VECTOR 410 отличается от ACROS 530 компактностью и экономичностью в использовании: у него менее мощный двигатель и меньший объём зернового бункера. Ширина молотилки 1200 мм вместо 1500 мм у комбайна ACROS. Выпускается в нескольких версиях, различающихся типом ходовой части, установленным оборудованием и комплектацией.
Варьируемая ходовая часть комбайна позволяет использовать его для уборки зерновых и других культур в любых климатических зонах на полях, с заболоченными грунтами и сложной геометрией, с уклоном до 8 градусов.
При использовании дополнительного оборудования способен убирать сою, зернобобовые культуры, сорго, подсолнечник, кукурузу, крупяные культуры, рапс и прочие.

## Модификации

### VECTOR 420
Является модификацией своего предшественника. Отличие заключается в увеличенной мощности двигателя (ЯМЗ-236НЕ, либо ЯМЗ-6563.10 в 230 л. с. вместо ЯМЗ-236НД в 210 л. с. у VECTOR 410), уменьшенной массе (на 500 кг), а также в отсутствии полного привода и возможности замены колёс на полугусеничный ход.

### VECTOR 425
Это модификация комбайна VECTOR 410, в которой устранены конструктивные недостатки, выявленные при эксплуатации VECTOR 410.

## Сборка за рубежом
Сборочное производство налажено в Казахстане, в городе Кокшетау Акмолинской области, где комбайн выпускается под названием «VECTOR 410 KZ».

## Импорт
VECTOR 410 — «самая популярная модель комбайна в Казахстане».
По информации на 2018 год, VECTOR 410 поставляется в Казахстан (основной импортёр), в Молдавию, Монголию, Грузию, Киргизию, Узбекистан.